# 2-Azetidinon
2-Azetidinon ist das cyclische Amid der nichtproteinogenen Aminosäure β-Alanin und das einfachste, viergliedrige β-Lactam. 2-Azacyclobutanone sind Leitstrukturen in β-Lactam-Antibiotika, wie den monocyclischen Monobactamen und insbesondere in den anellierten bicyclischen Penam- und Cephem-Grundgerüsten, die den Penicillinen bzw. Cephalosporinen zugrunde liegen. 2-Azacyclobutanon kann als Lactam-Monomer anionisch zu Poly-(β-Alanin) bzw. Polyamid 3 polymerisiert werden. In der Stoffgruppe der Azetidinone gibt es außer dem 2-Azetidinon nur ein weiteres Isomer; das 3-Azetidinon.

## Vorkommen und Darstellung
Die Synthese von (phenylsubsituiertem) 2-Azetidinon durch (2+2)-Cycloaddition von Diphenylketen an Benzalanilin wurde erstmals 1907 von Hermann Staudinger beschrieben.
Einen guten Zugang zum Zielmolekül 2-Azacyclobutanon eröffnet die Verbindung 4-Acetoxy-2-azetidinon, die aus Vinylacetat und Chlorsulfonylisocyanat in einer (2+2)-Cycloaddition in Ausbeuten von 44–62 % zugänglich ist.
Bei der Reduktion von 4-Acetoxy-2-azetidinon mit Kaliumborhydrid in Wasser wird nach Kurzwegdestillation 2-Azetidinon in 20%iger Ausbeute erhalten.
Die analoge Cycloaddition von Ethylen mit Chlorsulfonylisocyanat mit anschließender Hydrolyse zur Synthese des unsubstituierten 2-Azetidinons führt wegen der Reaktionsträgheit des Ethylens nicht zum gewünschten Endprodukt 2-Azacyclobutanon.
Das unsubstituierte 2-Azetidinon wurde im Jahr 1949 erstmals durch Cyclisierung von β-Alaninethylester mit Ethylmagnesiumbromid in Diethylether nach aufwendiger Isolierung und Reinigung in einer Gesamtausbeute von lediglich 0,76 % erhalten.
Wesentlich leistungsfähiger ist die Michael-Addition von Benzylamin an Acrylsäureester zum N-Benzyl-β-alaninester, der mit Ethylmagnesiumbromid zum N-Benzyl-β-propiolactam cyclisiert werden kann. Die reduktive Abspaltung des Benzylrestes mit Natrium in flüssigem Ammoniak liefert 2-Azetidinon in einer Gesamtausbeute von 50 %.

## Eigenschaften
2-Azetidinon ist ein farb- und geruchloser Feststoff, der sich in polaren Lösungsmitteln, wie Wasser und Ethanol, leicht löst. Verdünnte Natronlauge hydrolysiert das Lactam zum β-Alanin-Natriumsalz. β-Propiolactam ist wesentlich weniger reaktiv als Propiolacton, das mit Methanol bei 48 °C ohne Katalysator vollständig zur β-Methoxypropionsäure reagiert, während 2-Azetidinon keine Reaktion zeigt.

## Anwendungen

### Baustein in pharmakologisch aktiven Wirkstoffen
Das viergliedrige Lactam-Ringsystem des 2-Azetidinons ist ein gemeinsames Strukturmerkmal einer Reihe von β-Lactam-Antibiotika, wie z. B. der Penicilline, Cephalosporine, und Carbapeneme, der β-Lactamase-Inhibitoren Sulbactam, Tazobactam und Clavulansäure und der nicht-anellierten Monobactame Aztreonam, Tigemonam und Carumonam. Azetidin-2-on selbst besitzt keine antibiotische Aktivität.
Das 2-Azetidinon-Grundgerüst findet sich außerdem in dem Cholesterin-Aufnahmehemmer Ezetimib und in zahlreichen experimentellen Wirkstoffen, z. B. Trypsin- oder Thrombin-Enzyminhibitoren, Antidiabetika, Analgetika, Vasopressin-Antagonisten oder Parkinsonmitteln.

### Monomer für Poly-(β-Alanin)
Die anionische ringöffnende Polymerisation (ROP) von 2-Azetidinon liefert hochmolekulares Poly-(β-Alanin), das durch Polykondensation von β-Alanin nicht erhalten werden kann.
Im Gegensatz zu dem aus siebengliedrigem ε-Caprolactam durch ROP zugänglichen Polyamid 6 schmilzt das auch als Polyamid 3 oder Nylon 3 bezeichnete Poly-(β-Alanin) erst bei Temperaturen oberhalb von 340 °C unter erheblicher Zersetzung und kann daher nicht thermoplastisch verarbeitet werden. Aus Lösung in Ameisensäure kann Poly-(β-Alanin) zu Filmen und Fasern verarbeitet werden, die bisher noch keine technische Verwendung gefunden haben.
Die immobilisierte Lipase aus Candida antarctica (CALB) katalysiert die ROP von 2-Azetidinon in Toluol, wobei allerdings nur mittlere Polymerisationsgrade DP von 8 erreicht werden.
2-Azetidinon ist wegen seiner vergleichsweise aufwendigen Herstellung und der eingeschränkten Gebrauchsfähigkeit des polymeren Nylon 3 von geringem praktischem Interesse.